# Ingrid Tiedtke
Ingrid Tiedtke, bis 1964 Ingrid Schneider (* 14. März 1941 in Babelsberg), ist eine ehemalige Leichtathletin aus der DDR.

## Sportliche Karriere
Ingrid Tiedtke startete für den SC Dynamo Berlin. Ingrid Tiedtke gewann bei den DDR-Hallenmeisterschaften 1966 den Sprint über 50 Meter und bei den DDR-Hallenmeisterschaften 1968 den Sprint über 55 Meter. Im Freien siegte sie 1966 über 100 Meter. 1966 und 1967 war sie Meisterin über 200 Meter. Von 1961 bis 1967 gewann sie sechs Meistertitel mit der 4-mal-200-Meter-Staffel. 1962, 1963, 1965 und 1966 siegte sie mit der 4-mal-100-Meter-Staffel.
Bei den Europameisterschaften 1966 in Budapest startete Ingrid Tiedtke in drei Disziplinen. Über 100 Meter schied sie im Halbfinale aus. Über 200 Meter erreichte sie das Finale und belegte in 23,9 s den fünften Platz. Die 4-mal-100-Meter-Staffel mit Ingrid Tiedtke, Ursula Böhm, Christina Heinich und Renate Heldt lief in 45,3 s auf den fünften Platz. Bei den Europäischen Hallenspielen 1968 in Madrid, dem Vorläuferwettbewerb der Halleneuropameisterschaften, schied Tiedtke im Vorlauf über 50 Meter aus.
Ingrid Schneider heiratete im Dezember 1964 den Stabhochspringer Jürgen Tiedtke. Beider Tochter Susen Tiedtke wurde Weitspringerin.

## Bestleistungen
- 100 Meter: 11,6 Sekunden, 29. April 1964 in Berlin
- 200 Meter: 23,5 Sekunden, 14. September 1966 in Berlin